# Красноильск
Краснои́льск (укр. Красноїльськ) — посёлок в Черновицком районе Черновицкой области Украины. Административный центр Красноильской поселковой общины.

## Географическое положение

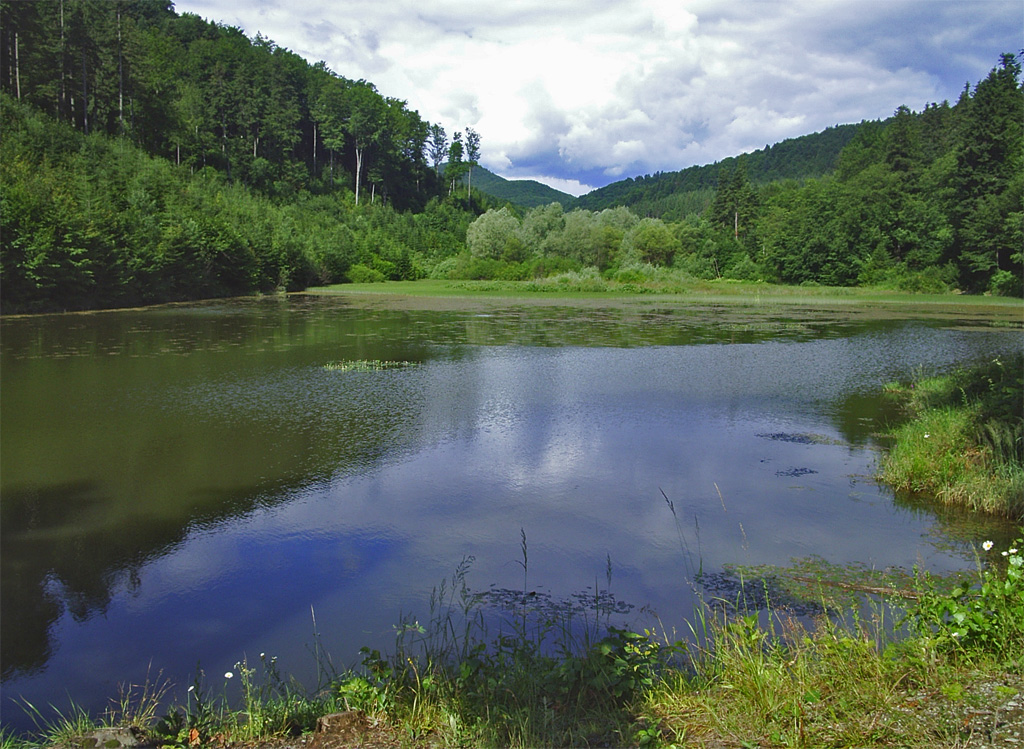
Озеро у Красноильска

Находится на реке Серетель, в 40 километрах от Черновцов, в 20 километрах от Сторожинца, в 6 километрах от села Чудей и в 8 километрах от государственной границы с Румынией. Здесь оборудован пограничный переход и таможенный пост «Красноильск», который находится в зоне ответственности Черновицкого пограничного отряда Западного регионального управления ГПСУ.

## История
Поселение впервые упомянуто в грамоте молдавского господаря Александра Доброго в 1431 году.

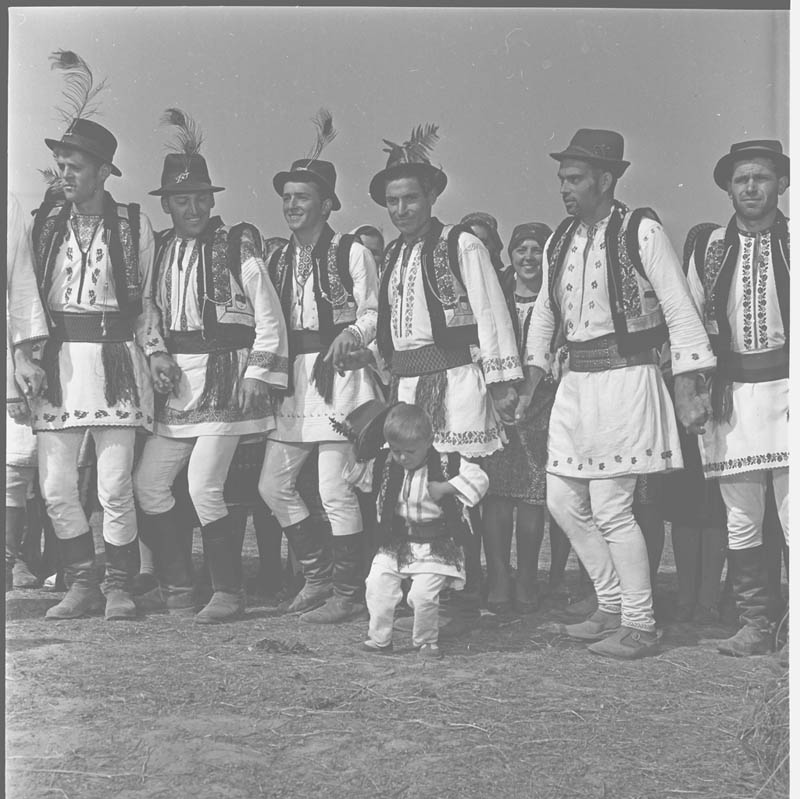
Жители посёлка в 1970-е годы

В 1696 году нижнюю часть села, отделённую рекой, купил шляхтич А. Ильский. Его фамилия сохранилась в названии Красноильска. Верхняя же часть называлась Красно Путна. В Красно Путне по дороге к православному монастырю в Путне (сейчас территория Румынии) побывал летом 1871 года великий румынский поэт-романтик Михай Эминеску. В XIX — начале XX века в этих краях располагалась большая немецкая колония.
Красноильск получил статус посёлка в 1968 году, когда два соседних приграничных села объединили в один населённый пункт.
В июле 1995 года Кабинет министров Украины утвердил решение о приватизации находившегося здесь деревообрабатывающего комбината.
До 2020 года посёлок входил в Сторожинецкий район

## Население
В январе 1989 года численность населения составляла 7817 человек.
На 1 января 2013 года численность населения составляла 9950 человек.

### Языковой состав
Родной язык населения по данным переписи 2001 года:
| Язык       | Численность, чел. | Доля     |
| ---------- | ----------------- | -------- |
| Украинский | 501               | 5,49 %   |
| Румынский  | 8 418             | 92,28 %  |
| Русский    | 132               | 1,45 %   |
| Другое     | 71                | 0,78 %   |
| Итого      | 9 122             | 100,00 % |

## Достопримечательности
От центра посёлка вдоль дороги на Черновцы на протяжении нескольких километров тянутся хорошо ухоженные деревянные домики под гонтовой крышей. Можно встретить здесь и многоэтажные каменные особняки.
В центре посёлка находится семикупольная каменная Покровская церковь, в образе которой явственно ощущаются отголоски стиля Брынковяну. Церковь по проекту архитекторов Теодора Папашчиуця и Аурела Боеску была построена за 18 месяцев: начали строительство в конце 1989 года, а уже 14 октября 1991 года храм был освящён. В нефе Покровской церкви хранится чудотворная икона Божией Матери «Живоносный источник», написанная в 50-х годах XX века иконописцем Смирновым. Впервые икона начала мироточить на предпасхальной неделе в 1995 году. Мироточение продолжается и в настоящее время.
Рядом расположился старинный каменный храм Рождества Иоанна Предтечи с выразительными чертами оборонной архитектуры. Его колокольня похожа на оборонную башню с небольшими окнами бойницы. Такими храмами богата Южная Буковина (территория современной Румынии). Храм был построен боярином Александром Ильшчи (Alexandru Ilschi) и его женой Анной и освящён в июне 1792 года. У нарядных ворот церковного двора находится часовня под гонтовой крышей.
В живописных окрестностях посёлка, среди невысоких гор и источников с минеральной водой, расположено несколько баз отдыха, противотуберкулёзный диспансер. В охотничьем хозяйстве «Зубравиця» на воле живут зубры. На южной окраине посёлка находится хутор Слатина, протянувшийся на два километра вдоль реки Солонец. В хуторе Слатина в 1995 году был заложен женский монастырь Святого Великомученика Иоанна Сучавского. Название хутора связано с солоноватым вкусом местной воды: в Слатине сохранился колодец глубиной 12 метров с солёной водой, из которого берёт начало речка Солонец, приток Сирета. В старые времена за соляной водой приезжали со всей Сторожинщины, а также из Южной Буковины по так называемой «Бухарестской» дороге (ныне ведёт на территорию Румынии).